# ElyOtto
Elliott Ferrous-Martin Platt, mais conhecido como ElyOtto, é um músico canadense que se tornou conhecido por sua canção "SugarCrash!", que se transformou em viral no TikTok no início de 2021.

## Vida pregressa
Elliott Platt nasceu em 24 de fevereiro de 2004, filho de pai chamado Mike (colega músico) e mãe, Natasha Sayer (professora e musicista).

## Carreira
Elliott Platt, mais conhecido como ElyOtto, começou a fazer suas próprias músicas e remixes no SoundCloud em 2019. Seu primeiro single comercial, "SugarCrash!", foi lançado no dia 25 de agosto de 2020. Depois, ele lançou os singles "Let Goː(" e "Teeth! "em 20 de setembro e 14 de novembro, respectivamente.
"SugarCrash!" se tornou popular no TikTok no início de 2021 e estreou na posição 30 na parada Billboard Hot Rock & Alternative Songs na edição de 27 de fevereiro de 2021. A música se tornou viral após o usuário Nick Luciano postar um vídeo com a música em 23 de fevereiro de 2021. O vídeo logo se tornou o quarto vídeo mais curtido no TikTok mais curtido de todos os tempos, obtendo 34,8 milhões de curtidas em 10 de março de 2021. Após isso, a música chegou ao número 15 na parada Hot Rock & Alternative, indo para o número 11 na semana seguinte. Em 13 de março de 2021, "SugarCrash!" estreou na Billboard Global 200 na posição 139. Em março de 2021, ElyOtto assinou com a RCA Records. A revista Spin o descreveu como "a cara do hiperpop" em abril de 2021. Seu EP de estreia está previsto para lançamento no final de 2021. Em 23 de abril de 2021, um remix de "SugarCrash!" com Kim Petras e Curtis Waters foi lançado.

## Vida pessoal
Platt é transgênero.

## Discografia

### Singles

#### Como artista principal
| Ano  | Título                                                         | Posições do gráfico de pico | Posições do gráfico de pico | Posições do gráfico de pico | Posições do gráfico de pico | Posições do gráfico de pico | Posições do gráfico de pico | Álbum                         |
| Ano  | Título                                                         | US Bub.                     | US Alt                      | US Rock                     | UK                          | UK Indie                    | WW                          | Álbum                         |
| ---- | -------------------------------------------------------------- | --------------------------- | --------------------------- | --------------------------- | --------------------------- | --------------------------- | --------------------------- | ----------------------------- |
| 2017 | "Lost"                                                         | -                           | -                           | -                           | -                           | -                           | -                           | Não adicionado a nenhum álbum |
| 2020 | "SugarCrash!" (solo ou remix feat. Kim Petras e Curtis Waters) | 23                          | 10                          | 11                          | 59                          | 11                          | 126                         | ASA                           |
| 2020 | "Let Go:("                                                     | -                           | -                           | -                           | -                           | -                           | -                           | ASA                           |
| 2020 | "Teeth!"                                                       | -                           | -                           | -                           | -                           | -                           | -                           | ASA                           |
| 2021 | "Luv Me Better" (com D-frank Africa)                           | -                           | -                           | -                           | -                           | -                           | -                           | ASA                           |
| 2021 | "Profane"                                                      | -                           | -                           | -                           | -                           | -                           | -                           | ASA                           |

#### Como artista convidado
| Ano  | Título                                                  | Álbum                         |
| ---- | ------------------------------------------------------- | ----------------------------- |
| 2020 | "Dread" (Jaddex feat. ElyOtto)                          | Não adicionado a nenhum álbum |
| 2020 | "Purple Guy Emoji" (Slop Culture com ElyOtto e lilcenz) | Não adicionado a nenhum álbum |
| 2021 | "Glisten." (Holden Kane feat.ElyOtto e COPE)            | Não adicionado a nenhum álbum |